# Tonga en la Copa Mundial de Rugby de 1987
La Selección de rugby de Tonga fue uno de los 16 participantes de la Copa Mundial de Rugby de 1987 que se realizó en Nueva Zelanda.
Fue la primera participación de los Ikale Tahi en la Copa Mundial de Rugby.

## Plantel
| Nombre                | Posición       | Club                            |
| --------------------- | -------------- | ------------------------------- |
| Amone Afu             | hooker         | Police                          |
| Takai Makisi          | pilar          | sin club                        |
| Latu Vaʻeno           | pilar          | Ha'ateiho                       |
| Viliami Lutua         | pilar          | Tonga Police Force              |
| Hakatoa Tupou         | pilar          | Hihifo                          |
| Soakai Motuʻapuaka    | pilar          | Tonga Police Force              |
| Kasi Fine             | segunda línea  | Ha'ateiho                       |
| Polutele Tuʻihalamaka | segunda línea  | sin club                        |
| Mofuike Tuʻungafasi   | segunda línea  | Tonga Defence Service/Hihifo    |
| Fakahau Valu (c.)     | ala            | Hihifo                          |
| Taipaleti Tuʻuta      | ala            | Hihifo/Tongatapu                |
| Sione Tahaafe         | ala            | Eastwood Rugby Club             |
| Maliu Filise          | ala            | Ha'ateiho                       |
| Kini Fotu             | ala            | Tonga College                   |
| Manu Vunipola         | medio scrum    | Toa-ko-Ma'afu R.F.C./Kolomotu'a |
| Talai Fifita          | medio scrum    | Hihifo/Tongatapu                |
| Taliaʻuli Liavaʻa     | medio apertura | Toloa Old Boys                  |
| Lemeki Vaipulu        | medio apertura | sin club                        |
| Asa Amone             | centro         | Tonga Police Force              |
| Samiu Mohi            | centro         | Hihifo                          |
| Alamoni Liavaʻa       | centro         | Hihifo                          |
| Talanoa Kitekeiʻaho   | wing           | Hihifo                          |
| Quddus Fielea         | Wing           | Haʻapai                         |
| Soane Asi             | wing           | St. Andrews Old Boys            |
| Liueli Fusimalohi     | zaguero        | ʻEua                            |
| Tali Ete'aki          | zaguero        | Hihifo/Tongatapu                |

## Participación

### Grupo B
| Equipo  | Jug. | Gan. | Emp. | Perd. | A favor | En contra | Puntos |
| ------- | ---- | ---- | ---- | ----- | ------- | --------- | ------ |
| Gales   | 3    | 3    | 0    | 0     | 82      | 31        | 6      |
| Irlanda | 3    | 2    | 0    | 1     | 84      | 41        | 4      |
| Canadá  | 3    | 1    | 0    | 2     | 65      | 90        | 2      |
| Tonga   | 3    | 0    | 0    | 3     | 29      | 98        | 0      |
| 24 de mayo de 1987 | Canadá                                                                        | 37 – 4 (16-0) | Tonga     | McLean Park, Napier,                                            |                                                                 |
|                    | Tries: Palmer , Vaesen , Stuart Frame Try penal Con: Wyatt (2) Rees Pen: Rees |               | Try: Valu | Asistencia: 7000 espectadores Árbitro(s): Clive Norling (Gales) | Asistencia: 7000 espectadores Árbitro(s): Clive Norling (Gales) |

| 29 de mayo de 1987 | Tonga                                                | 16 – 29 (7-17) | Gales                                                                  | Arena Manawatu, Palmerston North,                                        |                                                                          |
|                    | Tries: Fielea Fifita Con: Liava'a Pen: Liava'a Amone |                | Tries: , Webbe Hadley Con: (2) Thorburn Pen: (2) Thorburn Drop: Davies | Asistencia: 19.000 espectadores Árbitro(s): David Bishop (Nueva Zelanda) | Asistencia: 19.000 espectadores Árbitro(s): David Bishop (Nueva Zelanda) |

| 3 de junio de 1987 | Irlanda                                                | 32 – 9 (13-3) | Tonga          | Estadio Ballymore, Brisbane,                                     |                                                                  |
|                    | Tries: Mullin , MacNeill , Con: Ward (3) Pen: Ward (2) |               | Pen: (3) Amone | Asistencia: 4000 espectadores Árbitro(s): Guy Maurette (Francia) | Asistencia: 4000 espectadores Árbitro(s): Guy Maurette (Francia) |